# Can Prades (Cornellà de Terri)
Can Prades o Mas Feliu és un mas gòtic al veïnat de Pujals dels Cavallers (el Pla de l'Estany) inclosa a l'Inventari del Patrimoni Arquitectònic de Catalunya. L'edifici és situat al costat de la "Torre". A la dovella central de la porta d'accés hi ha la inscripció: "EM FETT BARNAT FALIU 1545". Edifici de planta en forma de "L", amb parets portants de maçoneria i alguns fragments amb carreus. Hi ha una interessant porta d'accés dovellada i un conjunt de cinc finestres gòtiques amb arcs conopials, dues de les quals presenten un arc esculturat i la resta una rosa. La finestra situada al damunt de la porta d'accés és emmotllurada. La casa es desenvolupa en planta i dues plantes pis. La coberta és de teula àrab orientada a dues vessants.